# 엘레오레 왕국
엘레오레 왕국(덴마크어: Kingdom of Elleore)은 덴마크 로스킬레 북쪽의 로스킬레 피요르드 엘레오레 섬에 위치한 마이크로네이션이다.

## 같이 보기
- 마이크로네이션
- 마이크로네이션 목록
- 프리타운 크리스티아니아